# Tomoa Narasaki
Tomoa Narasaki (jap. 楢﨑 智亜 Narasaki Tomoa; * 22. Juni 1996 in Utsunomiya) ist ein japanischer Sportkletterer.

## Karriere
Narasaki begann das Klettern mit 10 Jahren. Sein Weltcup-Debüt absolvierte er 2012 in Japan. Seinen Durchbruch hatte er 2016, als er den Boulder-Weltcup gewann und auch bei der Kletterweltmeisterschaft 2016 den Weltmeistertitel im Bouldern sich sichern konnte. 2017 gewann er den Kombinationsweltcup. Nach zweiten Plätzen im Boulder- und Kombinationsweltcup 2018, konnte er bei der Kletterweltmeisterschaft 2019 und im Weltcup jeweils Gold in den Wertungen für Bouldern und die Kombination erringen. Der Gewinn der Kombinations-Weltmeisterschaft sicherte ihm die Qualifikation für die Olympischen Sommerspiele 2020 in Tokio. Dort konnte er sich als Vierter der Qualifikation für das Finale qualifizieren und belegte dort ebenfalls den vierten Platz.
Im August 2023 erreichte er bei der Kletterweltmeisterschaft in Bern den dritten Platz im Boulder & Lead und qualifizierte sich für die Olympischen Spiele in Paris. Dort belegte er den 10. Rang.
Narasaki ist für den „Tomoa-Skip“ bekannt. Dabei wird im unteren Teil der Speed-Route der vierte Klettergriff übersprungen.
Er gehört der Japan Mountaineering Association an. Sein Bruder Meichi Narasaki und seine Ehefrau Akiyo Noguchi sind ebenfalls Sportkletterer.